# Pteronymia carlia
Pteronymia carlia är en fjärilsart som beskrevs av William Schaus 1902. Pteronymia carlia ingår i släktet Pteronymia och familjen praktfjärilar. Inga underarter finns listade.